# 乔勒潘乡
乔勒潘乡，是中华人民共和国新疆维吾尔自治区喀什地区英吉沙县下辖的一个乡镇级行政单位。

## 行政区划
乔勒潘乡下辖以下地区：
艾温村、尤喀克艾日克村、托万艾日克村、巴依艾日克村、尤喀克吾斯坦村、阔曲买艾日克村、阔什买霍伊拉村、萨依拉克兰干村、英霍依拉村、哈萨克艾日克村、巴格艾日克村、央其艾日克村和江尕勒艾日克村。